# غابرييل آشي آسي
غابرييل آشي آسي (مواليد 13 نوفمبر 1938) هو ملاكم إفواري، مثّل بلاده في الألعاب الأولمبية الصيفية 1964.

## روابط خارجية
غابرييل آشي آسي على موقع أوليمبيديا (الإنجليزية)